# Tino Derado
Tino Derado (* um 1970 in München) ist ein deutscher Jazzmusiker (Piano, Akkordeon), der offen für weltmusikalische Einflüsse ist.

## Leben und Wirken
Derado wuchs in einer Akademikerfamilie auf; seine Mutter ist die Biochemikerin Thea Derado, seine Schwester die Filmemacherin Nadya Derado. Er begann mit sechs Jahren mit klassischem Klavierunterricht und beschäftigte sich als Jugendlicher mit dem Jazz und ethnischer Musik. Er studierte in den USA am Berklee College of Music und an der New School for Music. Dort wurde er Mitglied in der Jazz- und der Latin-Szene; er spielte Konzerte mit Gary Burton, Peter Erskine, Bob Moses, Randy Brecker, Bill Evans, Paul Winter, Dave Liebman, Jimmy Cliff, Frank Gambale, Jamey Haddad, Chiara Civello, Richard Bona, Matt Garrison, Joe Chambers, Papo Vázquez, Orlando Marin, Andy Gonzalez, Adam Nussbaum und Fred Hersch. 2003 legte er mit Luminescence ein erstes Album unter eigenem Namen vor, dem fünf weitere Alben folgten. Auch arbeitete er mit Nils Landgren und Jojo Mayer. Für den Film Yugotrip seiner Schwester steuerte er die Musik bei. Auch komponiert er für die Formation Conexão Berlin um den Perkussionisten Andreas Weiser.
Seit seiner Rückkehr nach Deutschland arbeitete er mit Andy Middleton, Till Brönner, Rebekka Bakken, Esther Kaiser, Diego Piñera, Jonas Timm und der NDR Bigband. Auch spielte er Alben mit Jens Winther, Rigmor Gustafsson, Heinrich Köbberling, Sanni Orasmaa, TAB Collective und dem Trio Seide (Passion, Pain & Poetry) ein. Mit Gabriel Coburger, Lisa Wulff und Roland Schneider bildete er das Ladonian Quartet, dessen Neuinterpretation von Jazz på svenska von der Kritik herausgestellt wurde.
Seit 2009 ist Derado als Lehrbeauftragter an der Berliner Universität der Künste tätig. 2014 nahm er einen Ruf auf die Professur für Jazzklavier der Hochschule für Musik, Theater und Medien Hannover an.